# Karine Ghazinian
Karine Lorisi Ghazinian orm. Կարինե Լորիսի Ղազինյան (ur. 8 stycznia 1955, zm. 6 grudnia 2012) – dyplomata, filolog, ambasador Armenii w Wielkiej Brytanii.

## Życiorys
W 1977 roku ukończyła filologię na Państwowym Uniwersytecie w Erywaniu. W latach 1977–1981 pracowała w radzieckiej ambasadzie w Mozambiku jako sekretarz ambasadora, a w latach 1983–1988 w Portugalii jako asystentka ambasadora. W latach 1992–1994 na Uniwersytecie w Erywaniu pracowała jako wykładowca języka angielskiego na wydziałach prawa i filologii. W 1994 roku wyjechała ze swoim mężem do Rumunii, gdzie pełnił on funkcję ambasadora. Po jego śmierci w 1997 roku pozostała w Rumunii nadal pracując w ambasadzie na stanowisku menedżera. W 1997 została mianowana chargé d’affaires Republiki Armenii w Rumunii. W latach 1999–2001 pełniła funkcję ambasadora nadzwyczajnego i pełnomocnego Republiki Armenii w Rumunii, a w latach 2001–2009 ambasadora nadzwyczajnego i pełnomocnego Republiki Armenii w Republice Federalnej Niemiec. W latach 2009–2011 była wiceministrem spraw zagranicznych Republiki Armenii. W 2010 roku ukończyła Harvard Kennedy School. 8 września 2011 roku została ambasadorem w Wielkiej Brytanii.

## Odznaczenia
- Ormiański Medal Mychitara Gosza
- Krzyż Wielki Orderu Zasługi
- 2013 – tytuł Dyplomata 2013 roku dla rejonu euroazjatyckiego przyznana pośmiertnie przez czasopismo Diplomat[3]